# حسین سیف‌زاده
سید حسین سیف‌زاده (متولد ۵ خرداد ۱۳۲۹) پژوهشگر حوزه علوم سیاسی و روابط بین‌الملل است. او عضو هیئت علمی مؤسسه مطالعات خاورمیانه در واشینگتن و استاد بازنشسته گروه علوم سیاسی دانشگاه تهران است.
او برادر محمد سیف‌زاده است.

## تحصیلات و فعالیت‌ها
سیف‌زاده دارای مدرک دکترای علوم سیاسی از دانشگاه سانتاباربارا کالیفرنیا و فوق دکترای علوم سیاسی از دانشگاه هاروارد است. وی تا کنون ۲۲ کتاب تألیف کرده و ۱۷۲ مقاله فارسی یا انگلیسی به رشته تحریر دراورده‌است.هشتگ راسخون حسین سیف زاده را بشرح زیر معرفی کرده‌است:
سال تولد : پنجم خرداد سال ۱۳۲۹ - دوره فوق دکتری، در موسسه خاورمیانه دانشگاه هاروارد، تحصیل دکتری در دانشگاه کالیفرنیا، شاخه سانتاباربارا، تقدیم رساله به دانشگاه تهران - رتبه علمی : ارتقاء به مرتبه استادی گروه علوم سیاسی، دانشکده حقوق و علوم سیاسی- دانشگاه تهران، از خرداد ۱۳۷۵، و بازنشستگی با پایه ۳۳٫ - عضو هیئت موسس انجمن ایرانی روابط بین الملل و عضو منتخب هیئت مدیره انجمن علمی علوم سیاسی ۱۳۸۷ - عضو پیوسته موسسه پژوهشی خاور میانه (Middle East Institute) واشنگتن، از ۲۰۰۲٫ - 
بگزارش راسخون، بعضی تصنیفات حسین سیف زاده  بفارسی و انگلیسی  را به شرح زیر آورده است:
تصنیف ها : ۱ـ تصنیف کتاب دانشگاهی : ۱۶ ۲ـ ترجمه از انگلیسی : ۳ ۳ـ تالیف مقاله فارسی و انگلیسی : ۱۷۹ شرکت در کنفرانس های داخلی و بین المللی در کشورهای گوناگون از جمله : آمریکا، آذربایجان، اردن، ارمنستان، استرالیا، انگلیس، اتریش،پاکستان، ترکیه، ترکمنستان، روسیه، رومانی، سوئیس، قرقیزستان، گرجستان، لیختن اشتاین، مصر، هند، یونان مقالات انگلیسی 
۱ز0 مقالات فارسی ۱ـ چشم انداز ۲۰ ساله و سیاست خارجی جمهوری اسلامی ایران: آینده پژوهی مناسبات ایران و آمریکا با بهره گیری از ریاضیات توزیع جایگشتی، فصلنامه بین المللی روابط خارجی (بهار ۱۳۹۰٫) ۲ـ سیاست بین الملل، و نگاه های رقیب اسلام بنیادگرا و اسلام اخلاقگرا کنفراس اسلام و سیاست بین الملل، رشت : دانشگاه گیلان، (اسفند ۱۳۸۹) ۳ـ نگاه های رقیب در جمهوری اسلامی به نظام بین الملل و مقدورات ایران، کنفرانس نظام بین الملل موجود و نظام بین الملل مطلوب، انجمن ایرانی روابط بین الملل، ۲۶ (تهران : بهمن ۱۳۸۹٫) ۴ـ هویت گفتمانی و آسیای مرکزی، مجله علوم سیاسی دانشگاه آزاد، (۱۳۸۹) ۵ـ “همگرائی در منطقه آسیای جنوب غربی، ” فصلنامه روابط خارجی، سال اول، بهار ۱۳۸۹٫ ۶ـ “طرد و جذب سیاست ایرانی،” سالنامه بهار ۱۳۸۸ : ۲۵۷-۲۶۰ ۷ـ “سازمان کنفرانس اسلامی : ساختار بی کارکرد،” تهران : سمپوزیوم مرکز ارتباطات فرهنگی اسلامی، ۱۳۸۸٫ ۸ـ “چالش رویاگرائی، ضرورت نوزائی مفهومی نظری و گزینه¬ های دموکراسی کثرت¬گرا در ایران،” پژوهشنامه علم سیاست، سال سوم : ۴، (تهران: پائیز ۱۳۸۷): ۱۲۱-۱۷۹٫ ۹ـ “نظم نوین، بنیان های ذهنی و جهت گیری¬ های توسعه¬ ای در سیاست خارجی ایران” مجموعه مقالات سیاست خارجی توسعه ایران، زیر نظر دکتر محمود واعظی، پژوهشکده تحقیقات استراتژیک، ۱۳۸۷٫ ۱۰ـ “محرومیت نسبی و چرخش رای در انتخابات دوم خرداد ۱۳۷۶، ” فصلنامه سیاسی، ۱۳۸۸٫ ۱۱ـ “روابط بین¬ الملل میان رشته¬ ای، بن¬فکن رندانه، و استراتژی جهان¬ وطن¬ گرایی میهنی، فصلنامه مطالعات بین¬ المللی، سال پنجم، زمستان ۱۳۸۷، صص ۶۳-۱۱۱٫ ۱۲ـ تبارشناسی روایت شرق شناسی از ایران باستان، مجموعه مقالات، جلد اول : تهران : مرکز مطالعات فرهنگی اجتماعی وابسته به وزارت علوم و فناوری، تهران : زیر چاپ. ۱۳ـ تبارشناسی روایت ایرانیان باستان از سیاست شهریاری، مجموعه مقالات، جلد اول : تهران : مرکز مطالعات فرهنگی اجتماعی وابسته به وزارت علوم و فناوری، تهران : زیر چاپ. ۱۴ـ حقانیت سیاسی در منظر ایرانیان باستان، مجموعه مقالات، جلد … : تهران : مرکز مطالعات فرهنگی اجتماعی وابسته به وزارت علوم و فناوری، تهران : زیر چاپ ۱۵ـ نسبت آئین و سیاست در نگاه ایرانی، مجموعه مقالات، جلد …. : تهران : مرکز مطالعات فرهنگی اجتماعی وابسته به وزارت علوم و فناوری، تهران : زیر چاپ. ۱۶ـ چیستی نظام سیاسی ایرانی، مجموعه مقالات، جلد …. : تهران : مرکز مطالعات فرهنگی اجتماعی وابسته به وزارت علوم و فناوری، تهران : زیر چاپ. ۱۷ـ سیاست خارجی ایران : بنیان های ذهنی و جهت گیری های توسعه ای در سیاست خارجی، مجموعه مقالات سیاست خارجی توسعه گرا، تهران : پژوهشکده مطالعات استراتژیک، (تهران: ۱۳۸۶) : ۱۱۱-۱۴۹٫ ۱۸ـ چرخه معیوب هیجان گرایی مابوکراتیک و آینده دموکراسی در ایران، فصلنامه سیاست : مجله دانشکده حقوق و علوم سیاسی، (تابستان ۱۳۸۵) ۱۹ـ آینده ایران و مطاله مقایسه ای نظام های دموکراتیک، پژوهشنامه…، ۲۰ـ آموزش سیاسی توانبخش و آموزش حفظی – مدرسی امور سیاسی، مجموعه مقالات انجمن علوم سیاسی، تهران : ۱۳۸۶ . ۲۱ـ نقش مقننه در سیاست خارجی ایران : رویکردهای متنوع، پژوهشنامه انجمن علوم سیاسی ایران، (تابستان ۲۰۰۸٫). ۲۲ـ روابط بین المللی میان رشته ای : نظریه بن فکن رندانه و استراتژی جهان وطن گرایی – میهنی، میهن دوستی – جهان وطنی)، فصلنامه مطلاعات بین المللی، سال پنجم :۳ (زمستان ۱۳۸۷) : ۶۳-۱۱۱ 

1.“Iran’s Two Tier Foreign Policy,” Iranian Review of Foreign Affairs, Vol. 1, Summer 2010
2ـ “Islamic Republic’s Foreign Policy Towards US: Surrealist Game-Strategic Gains,” Cultural Journal of The Foundation Three Cultures of the Mediterranean, Spain, Winter 2009.
3ـ “Globalization and the Historical Precedence for Current reaction in Iran,” International Politics, Vol. II: 3 (Spring 2009):7-23.
4ـ “The Landscape of protocol Identity: An Iranian Intellectual Construct,” International Politics, vol. II: 4, (Summer-Autumn 2009); 7-33. 
5ـ “Culture and Range of Options in Iran’s international politics, “The Iranian Revolution at 30, Washington D.C.: Middle East Institute, 2009, see at www.mei.edu 
6ـ “The Landscape of Protocol Identity in Caspian Basin Region (CBR)”,Social, political and economical Search for the XXI Century Middle East Countries, October 21-24 2008,Bishkek, Kyrgyzstan. 
7ـ Globalization and Historical Precedence for Current Reactions in Iran,” International Politics, I; 2, (Summer and Autumn ۲۰۰۸.)
-8 “Democratization Initiative and Its Adverse Impacts Over Iranian Politics, The Prospects of Stability in the Middle East,” Turkey: Yıldız- Beşiktaş ۲۰۰۷. 
-9 “Regional Integration and Globalization in Caspian Basin Beyond primordial monologue,” Social, Political and Economic Transition in Turkish Republic of Central Asia, Kocaeli, Turkey: Kojaeili Municipality, 2007. 
10ـ “The Adverse Impacts of Democratization of the Region on Political Elites in Iran,” Los Angeles: UCLA, forthcoming. 
11ـ “Iran’s Assertiveness in Maintaining Its Peaceful Nuclear Technology,” Perceptions, X:3, (Autumn 2005.) 
12ـ “Democracy at Bay: The Double Face of Janus in the 5th Republic Undeclared High Security Alert in the Religious Democracy” (Athens: September 22-25 2005.) 
13ـ “Iran’s Double-Edged Foreign Policy,” Discourse, VII: 1, (Summer 2005.) 
14ـ “Conflicting Values and Interests: Iran’s cautious, Pragmatic approach towards South Caucasus, International conference on Armenian/The South Caucasus and Foreign Policy Challenges, organized by Armenian Studies Program, University of Michigan, October 21-23 2004, 
15ـ “Factional Politics in Iran,” Middle East Journal, Vol: 57:1 (Winter:2003.) 
16ـ “The Landscape of Factional Politics in Iran,” Perspective, (Washington DC: The Middle East Institute, August , 2002.) 
17ـ “Political Consequences of Globalization for Foreign Strategy-Making,” Discourse, III: 4, (Spring 2002.) 18ـ “Cooperation Within Global Civilization and Coexistence of Diverse Cultures, Discourse, III: 1, (Summer 2001.) 
19ـ “Islam in Central Asia: An Iranian Academic View,” Proceedings of the Seminar on Central Asia (Vienna: College of International Affairs and Foreign Policy, forthcoming.
20ـ “Caucasia: Democratic Development and Identity Crisis,” Amu Darya 4:3 (Fall 1999) 
21ـ “Imperatives of Regional Cooperation: Iran, Peace, and Economic Development in Central Asia,” in S.M. Rahman, ed., Regional Cooperation for Peace and Development (Pakistan: FRIENDS, 1998) 
22ـ “Iran’s Foreign Policy in Post-Cold War Era,” in Iranian Perspective on the Iran-Iraq War, ed.: Farhang Rajaee, (Gainsville: University Press of Florida, 1997.) 
23ـ Crisis and the Structure of Conflicts in Central Asia the Caucasus,” Amu Darya 2:1 (Spring-Summer 1997). 
24ـ “The National Identity Crisis in Central Asia and the Caucasus,” Iranian Journal of International Affairs 2:3-4 (Fall-Winter 1994-95) 
25ـ “The Indian Ocean and Iran’s Maritime Interests in the New Global Order,” Indian Ocean Security and Stability in the Post Cold War Era: Proceedings of the International Seminar on Indian Ocean held at Islamabad, April 1994 (Islamabad: The Directorate of Naval Educational Services, Navy Headquarters,1995). 
26ـ “Ayatollah Khomeini’s Concept of Rightful Government,” in Hussein Mutalib and Taj ul-Islam Hashmi, eds., Islam, Muslims, and the Modern State (New York: St. Martin’s Press, 1994).
27ـ “The Persian Gulf Security Alliance,” The Iranian Journal of Foreign Affairs 3:1 (Spring 1991).
28ـ “Extending Participation and Political Decay in the Third World,” Iranian Journal of International Affairs 2:4 (1990-91).
29ـ “Is Consociational Politics a Viable Development Approach to the Third World,” Iranian Journal of International Affairs 1:2-3 (Summer-Fall 1989). 
30ـ “Globalization and Defining one’s Own Identity,” Iranian Academic Association, May 14 2009, see http://www.iaadc.net/
31ـ “Process of Globalization and Trends in Iranian Projects for Globalism,” The American Cultural society, George Washington University, April 19 2009.
32ـ “Iran, Its foreign Policy towards the United States,” Montgomery College, Rockville, Maryland, U.S.A, April 9 2009 
33ـ “Patriotic Cosmopolitanism in Iran-shahri Political Culture,” Caucasus, June 2008.
34ـ “The Genealogy of Violent Reading of Islam,” India: Patiala, Pujab university, 2007. 
35ـ “Iran’s Security Perspectives and the Greater Middle East Initiative,” in Asia-Pacific and New International Order, edited by Purnendra Jain, New York: Nova Scientific Publishers, 2006
36ـ “Democratization Initiative and Its Adverse Impacts Over Iranian Politics,” Yıldız Technical University, Department of Political Science and International Relations, April 14th, 2006 .
37ـ “Regional Integration and Globalization in Caspian Basin: Beyond primordial Surrealism, ”Istanbul, Turkey, September 16-19 2006
38ـ “Iran at a Crossroad: Stabilizing democracy or destabilizing mob-rule,” National Defense University, March 21 2006.
39ـ “The Controversy on Iran’s Nuclear Policy, Xth Liechtenstein Colloquium on ‘Iran’s Security and Role in the Region,” March 17-20th, 2005 
40ـ “Iran’s Fragile Pragmatic Foreign Policy: Proactive Positive Balance,” Antalya, Turkey, September ۲۰۰۵. -41 “The Dialectical Processes of Iranian Politics under Ahmadinejad’s Presidency a threat or an opportunity,” UCLA Conference, Athens: July ۲۰۰۵.
42-ـ “Globalization and the Genealogy of the Political Reactions of Iranian Islamists,” a joint Brazilian-Turkish Conference, Istanbul and Ankara, 2004.
43ـ “Iranian Version of Combining Islamic Ideology with National Interest,” International Conference on Armenia/ The South Caucasus and Foreign Policy Challenges, Michigan, Michigan University, Ann Arbor, October 21-23, 2004.
44ـ “Ideological View and Pragmatic Action: Iran’s foreign policy towards regional cooperation: Overcoming the Impediments to Regional Cooperation,” Conference held by FRIENDS and Hanns Seidel Foundation from Germany, Islamabad, 11-12, 2004.
45ـ “Iran’s Nuclear Issue: An Academic Reading of Iran’s Official Positions,” Persian Gulf Security Group, UCLA Conference, Dead Sea, Jordan September 9-12 2004.
46ـ “Security and Democratization of Iran,” Persian Gulf Security Group,” UCLA Conference, Dead Sea, Jordan, September 9-12 2004
47ـ “New Ijtihad in Islam and Democracy” (Washington, Islam and Democracy,” (June 2004.)
48ـ “Ideological Rivalry and Political Philosophy in Islamic Iran,” (Tehran: C.C.I.S. May 2004.)
49ـ “Democratization of Islamic Iran” “UCLA Seminar on the Middle East,” (Athens, December 2003.)
50ـ “The Impact of Academic-Seminary on Democracy in Iran,” (Washington, Islam and Democracy, October 2003.)
51ـ “Iran, US and Post-Saddam Iraq” UCLA Conference on the Middle East, Athens: August 2003.
52ـ “Globalization and Diverse Islamic Political Philosophy in Iran,” Association of Political Theory, Inaugural Conference, (Grand Rapids, October 2003.)
53ـ “Women Right in Islamic Iran” (Athens: May 2003.)
54ـ ” US-Iran Relations and Arab-Israeli Conflict,” ( Athens: October 2002.)
55ـ “Middle East Security: Learning from the Past Achievements and Failures,” UCLA Conference on Middle East.” (Geneva: October 21-25, 2001.)
56ـ “A Comparative Approach for the Campaign against International Terrorism,” UCLA Seminar on the Middle East (Istanbul, 2001)
57ـ “Middle East Regional Security: Learning from Past Achievements and Failures,” UCLA Seminar on the Middle East (Istanbul, 2001).
58ـ “Middle East Security: Hardware Militarism and Software Pauperism,” UCLA Seminar on the Middle East (Geneva, 2001)
59ـ “Globalization of Middle East Terrorism,” UCLA Seminar on the Middle East (Geneva, 2001)
60ـ “Code of Conduct in the Middle East,” UCLA Seminar on the Middle East (Istanbul, 2001)
61ـ “Dynamism of Change in Iran,” University of Southern California (Los Angeles, 2001)
62ـ “The Impact of the War on Iran’s Political Culture,” Boston University (Boston, 2001)
63ـ “US-Iran Relations: Unequal Allies-Equal Treatment,” UCLA (Los Angeles, 2001)
64ـ “Threats, Security Arrangements, and Crisis Management in The Middle East” UCLA 65ـ Conference on the Middle East, held jointly by UCLA and Egypt, Cairo: 200.